# Zhonglou, Lanshan
Zhonglou (kinesiska: 中楼镇, 中楼) är en köping i Kina. Den ligger i provinsen Shandong, i den östra delen av landet, omkring 230 kilometer sydost om provinshuvudstaden Jinan. Antalet invånare är 48705. Befolkningen består av 23 824 kvinnor och 24 881 män. Barn under 15 år utgör 19,0 %, vuxna 15-64 år 68 %, och äldre över 65 år 11,0 %.
Genomsnittlig årsnederbörd är 978 millimeter. Den regnigaste månaden är juli, med i genomsnitt 292 mm nederbörd, och den torraste är januari, med 9 mm nederbörd.